# Togtoh
Togtoh (chiń. 托克托县; pinyin: Tuōkètuō Xiàn) – powiat w północnych Chinach, w regionie autonomicznym Mongolia Wewnętrzna, w prefekturze miejskiej Hohhot. W 1999 roku liczył 189 795 mieszkańców.